# Afrika-Cup 2013/Gruppe A
| Pl. | Land      | Sp. | S | U | N | Tore    | Diff. | Punkte |
| --- | --------- | --- | - | - | - | ------- | ----- | ------ |
| 1.  | Südafrika | 3   | 1 | 2 | 0 | 004:200 | +2    | 05     |
| 2.  | Kap Verde | 3   | 1 | 2 | 0 | 003:200 | +1    | 05     |
| 3.  | Marokko   | 3   | 0 | 3 | 0 | 003:300 | ±0    | 03     |
| 4.  | Angola    | 3   | 0 | 1 | 2 | 001:400 | −3    | 01     |

Der Artikel gibt Auskunft über die Spiele der Gruppe A beim Afrika-Cup 2013 in Südafrika.

## Südafrika – Kap Verde 0:0
| Südafrika                                                  | Südafrika | Kap Verde | Kap Verde |
| ---------------------------------------------------------- | --- | --- | --------- |
| Südafrika                                                  | \| 1. Spieltag \| \| 19. Januar 2013 um 18:00 Uhr in Johannesburg (Soccer City) \| \| Zuschauer: 50.000 \| \| Schiedsrichter: Djamel Haimoudi ( Algerien) \| | \| 1. Spieltag \| \| 19. Januar 2013 um 18:00 Uhr in Johannesburg (Soccer City) \| \| Zuschauer: 50.000 \| \| Schiedsrichter: Djamel Haimoudi ( Algerien) \|                                                               | Kap Verde |
| Südafrika                                                  | Itumeleng Khune – Thabo Matlaba, Siyabonga Sangweni, Bongani Khumalo – Reneilwe Letsholonyane, Siphiwe Tshabalala (60. Thulani Serero), Kagisho Dikgacoi (46. Lerato Chabangu), Thuso Phala, Lehlohonolo Majoro (68. Katlego Mphela) – Bernard Parker, Anele Ngcongca Cheftrainer: Gordon Igesund | Vozinha – Carlitos, Fernando Varela, Nivaldo Santos Tax, Babanco – Marco Soares, Toni Varela, Ryan Mendes (85. Ronny), Heldon Ramos Nhuk (76. David Silva) – Platini (62. Júlio Tavares), Nando Cheftrainer: Lúcio Antunes | Kap Verde |
| Südafrika                                                  | Thabo Matlaba (44.) | Platini (59.) | Kap Verde |
| 1. Spieltag                                                | | |           |
| 19. Januar 2013 um 18:00 Uhr in Johannesburg (Soccer City) | | |           |
| Zuschauer: 50.000                                          | | |           |
| Schiedsrichter: Djamel Haimoudi ( Algerien)                | | |           |

## Angola – Marokko 0:0
| Angola                                                     | Angola | Marokko | Marokko |
| ---------------------------------------------------------- | --- | --- | ------- |
| Angola                                                     | \| 1. Spieltag \| \| 19. Januar 2013 um 21:00 Uhr in Johannesburg (Soccer City) \| \| Zuschauer: 25.000 \| \| Schiedsrichter: Badara Diatta ( Senegal) \|                                       | \| 1. Spieltag \| \| 19. Januar 2013 um 21:00 Uhr in Johannesburg (Soccer City) \| \| Zuschauer: 25.000 \| \| Schiedsrichter: Badara Diatta ( Senegal) \| | Marokko |
| Angola                                                     | Lamá – Lunguinha (77. Marco Airosa), Dany Massunguna, Bastos, Miguel – Dédé, Pirolito, Geraldo (81. Gilberto) – Mingo Bile (46. Guilherme Afonso), Manucho , Mateus Cheftrainer: Gustavo Ferrín | Nadir Lamyaghri – Abderrahim Chakir, Issam El Adoua, Medhi Benatia, Abdelhamid El Kaoutari – Adil Hermach, Karim El Ahmadi (81. Chahir Belghazouani) – Nordin Amrabat, Abdelaziz Barrada (64. Younès Belhanda), Oussama Assaidi – Mounir El Hamdaoui (71. Youssef El-Arabi) Cheftrainer: Rachid Taoussi | Marokko |
| Angola                                                     | Manucho (33.) | Adil Hermach (25.), Medhi Benatia (55.), Younès Belhanda (76.) | Marokko |
| 1. Spieltag                                                | | |         |
| 19. Januar 2013 um 21:00 Uhr in Johannesburg (Soccer City) | | |         |
| Zuschauer: 25.000                                          | | |         |
| Schiedsrichter: Badara Diatta ( Senegal)                   | | |         |

## Südafrika – Angola 2:0 (1:0)
| Südafrika                                                      | Südafrika | Angola | Angola |
| -------------------------------------------------------------- | --- | --- | ------ |
| Südafrika                                                      | \| 2. Spieltag \| \| 23. Januar 2013 um 17:00 Uhr in Durban (Moses-Mabhida-Stadion) \| \| Zuschauer: 40.000 \| \| Schiedsrichter: Koman Coulibaly ( Mali) \| | \| 2. Spieltag \| \| 23. Januar 2013 um 17:00 Uhr in Durban (Moses-Mabhida-Stadion) \| \| Zuschauer: 40.000 \| \| Schiedsrichter: Koman Coulibaly ( Mali) \|                                | Angola |
| Südafrika                                                      | Itumeleng Khune – Anele Ngcongca, Siyabonga Sangweni, Bongani Khumalo , Tsepo Masilela – Thuso Phala, Dean Furman, May Mahlangu (46. Reneilwe Letsholonyane) – Bernard Parker, Tokelo Rantie (58. Lehlohonolo Majoro), Katlego Mphela (78. Oupa Manyisa) Cheftrainer: Gordon Igesund | Lamá – Lunguinha, Bastos, Dany Massunguna, Miguel – Pirolito, Dédé (65. Gilberto), Mateus, Geraldo (46. Djalma Campos) – Manucho , Guilherme Afonso (85. Amaro) Cheftrainer: Gustavo Ferrín | Angola |
| Südafrika                                                      | 1:0 Siyabonga Sangweni (30.) 2:0 Lehlohonolo Majoro (62.) | | Angola |
| Südafrika                                                      | Dany Massunguna (50.) | | Angola |
| 2. Spieltag                                                    | | |        |
| 23. Januar 2013 um 17:00 Uhr in Durban (Moses-Mabhida-Stadion) | | |        |
| Zuschauer: 40.000                                              | | |        |
| Schiedsrichter: Koman Coulibaly ( Mali)                        | | |        |

## Marokko – Kap Verde 1:1 (0:1)
| Marokko                                                        | Marokko | Kap Verde | Kap Verde |
| -------------------------------------------------------------- | --- | --- | --------- |
| Marokko                                                        | \| 2. Spieltag \| \| 23. Januar 2013 um 20:00 Uhr in Durban (Moses-Mabhida-Stadion) \| \| Zuschauer: 25.000 \| \| Schiedsrichter: Janny Sikazwe ( Sambia) \| | \| 2. Spieltag \| \| 23. Januar 2013 um 20:00 Uhr in Durban (Moses-Mabhida-Stadion) \| \| Zuschauer: 25.000 \| \| Schiedsrichter: Janny Sikazwe ( Sambia) \|                                                          | Kap Verde |
| Marokko                                                        | Nadir Lamyaghri – Abderrahim Chakir, Medhi Benatia, Issam El Adoua, Zakarya Bergdich – Karim El Ahmadi, Abdelaziz Barrada, Nordin Amrabat (46. Youssef El-Arabi), Younès Belhanda (65. Kamel Chafni) – Oussama Assaidi – Mounir El Hamdaoui (54. Chahir Belghazouani) Cheftrainer: Rachid Taoussi | Vozinha – Gégé, Fernando Varela, Nando , Nivaldo Santos Tax – Marco Soares, Toni Varela, Babanco, Platini (71. Ronny) – Júlio Tavares (90. Guy Ramos), Ryan Mendes (75. Heldon Ramos Nhuk) Cheftrainer: Lúcio Antunes | Kap Verde |
| Marokko                                                        | 1:1 Youssef El-Arabi (78.) | 0:1 Platini (35.) | Kap Verde |
| Marokko                                                        | Abderrahim Chakir (21.), Younès Belhanda (62.), Abdelaziz Barrada (65.), Youssef El-Arabi (70.) | Ryan Mendes (38.), Nando (67.) | Kap Verde |
| 2. Spieltag                                                    | | |           |
| 23. Januar 2013 um 20:00 Uhr in Durban (Moses-Mabhida-Stadion) | | |           |
| Zuschauer: 25.000                                              | | |           |
| Schiedsrichter: Janny Sikazwe ( Sambia)                        | | |           |

## Marokko – Südafrika 2:2 (1:0)
| Marokko                                                        | Marokko | Südafrika | Südafrika |
| -------------------------------------------------------------- | --- | --- | --------- |
| Marokko                                                        | \| 3. Spieltag \| \| 27. Januar 2013 um 19:00 Uhr in Durban (Moses-Mabhida-Stadion) \| \| Zuschauer: 25.000 \| \| Schiedsrichter: Bakary Gassama ( Gambia) \| | \| 3. Spieltag \| \| 27. Januar 2013 um 19:00 Uhr in Durban (Moses-Mabhida-Stadion) \| \| Zuschauer: 25.000 \| \| Schiedsrichter: Bakary Gassama ( Gambia) \| | Südafrika |
| Marokko                                                        | Nadir Lamyaghri – Abderrahim Chakir, Medhi Benatia, Ahmed Kantari, Abdelhamid El Kaoutari, – Kamel Chafni, Issam El Adoua, Youssef Kaddioui (53. Abdelilah Hafidi), Abdelaziz Barrada (75. Mounir El Hamdaoui) – Chahir Belghazouani (63. Zakarya Bergdich), Youssef El-Arabi Cheftrainer: Rachid Taoussi | Itumeleng Khune – Anele Ngcongca, Siyabonga Sangweni, Bongani Khumalo , Tsepo Masilela – Dean Furman, Thuso Phala, May Mahlangu (90.+2' Kagisho Dikgacoi) – Bernard Parker (76. Reneilwe Letsholonyane), Tokelo Rantie, Katlego Mphela (51. Thulani Serero) Cheftrainer: Gordon Igesund | Südafrika |
| Marokko                                                        | 1:0 Issam El Adoua (10.) 2:1 Abdelilah Hafidi (82.) | 1:1 May Mahlangu (71.) 2:2 Siyabonga Sangweni (86.) | Südafrika |
| Marokko                                                        | Chahir Belghazouan (28.), Abdelilah Hafidi (57.), Kamel Chafni (66.) | Anele Ngcongca (34.), Bernard Parker (74.) | Südafrika |
| 3. Spieltag                                                    | | |           |
| 27. Januar 2013 um 19:00 Uhr in Durban (Moses-Mabhida-Stadion) | | |           |
| Zuschauer: 25.000                                              | | |           |
| Schiedsrichter: Bakary Gassama ( Gambia)                       | | |           |

## Kap Verde – Angola 2:1 (0:1)
| Kap Verde                                                                   | Kap Verde | Angola | Angola |
| --------------------------------------------------------------------------- | --- | --- | ------ |
| Kap Verde                                                                   | \| 3. Spieltag \| \| 27. Januar 2013 um 19:00 Uhr in Port Elisabeth (Nelson-Mandela-Bay-Stadion) \| \| Zuschauer: 20.000 \| \| Schiedsrichter: Slim Jedidi ( Tunesien) \|                                 | \| 3. Spieltag \| \| 27. Januar 2013 um 19:00 Uhr in Port Elisabeth (Nelson-Mandela-Bay-Stadion) \| \| Zuschauer: 20.000 \| \| Schiedsrichter: Slim Jedidi ( Tunesien) \|              | Angola |
| Kap Verde                                                                   | Vozinha – Gégé (87. Rambé), Fernando Varela, Nando , Carlitos – Marco Soares, Toni Varela (46. Heldon Ramos Nhuk), Babanco, Platini (46. Djaniny) – Júlio Tavares, Ryan Mendes Cheftrainer: Lúcio Antunes | Lamá – Marco Airosa, Bastos, Dany Massunguna, Amaro – Manucho Dinis Pirolito (86. Yano), Mateus (63. Dédé), Djalma Campos – Gilberto (80. Geraldo) Manucho Cheftrainer: Gustavo Ferrín | Angola |
| Kap Verde                                                                   | 1:1 Fernando Varela (81.) 2:1 Heldon Ramos Nhuk (90.+1') | 0:1 Nando (33., Eigentor) | Angola |
| Kap Verde                                                                   | Heldon Ramos Nhuk (58.), Fernando Varela (83.), Gégé (84.) | Pirolito (78.) | Angola |
| 3. Spieltag                                                                 | | |        |
| 27. Januar 2013 um 19:00 Uhr in Port Elisabeth (Nelson-Mandela-Bay-Stadion) | | |        |
| Zuschauer: 20.000                                                           | | |        |
| Schiedsrichter: Slim Jedidi ( Tunesien)                                     | | |        |